# Dzika rzeka (film 1960)
Dzika rzeka (ang. Wild River) – amerykański dramat filmowy z 1960 roku w reżyserii Elii Kazana.

## Obsada
- Bruce Dern - Jack Roper
- Frank Overton - Walter Clark
- James Westerfield - Cal Garth
- Barbara Loden - Betty Jackson
- Jay C. Flippen - Hamilton Garth
- Jo Van Fleet - Ella Garth
- Albert Salmi - Hank Bailey
- Montgomery Clift -	Chuck Glover
- Lee Remick - Carol Garth Baldwin
- Robert Earl Jones - Ben

## Opis
Rząd planuje wybudować tamę na rzece Tennessee. Uparci mieszkańcy wyspy nie chcą się jednak wyprowadzić z niej, mimo iż mogą zostać zalani wodą. Agent rządowy Chuck Glover ma za zadanie przekonać mieszkańców do przeprowadzki bez użycia siły. Mieszkańcy wyspy, zarówno biali jak i czarni, słuchają właścicielki wyspy Elli Garth, która za nic w świecie nie opuści własnej własności. Jednocześnie agent Glover zakochuje się we wnuczce starej Elli. 

## Nagrody i nominacje
- Nominacja do Złotego Niedźwiedzia na MFF w Berlinie.